# Харелбеке
Харелбеке (на нидерландски: Harelbeke) е град в Северозападна Белгия, окръг Кортрейк на провинция Западна Фландрия. Населението му е около 26 200 души (2006).